# 莫宜端
莫宜端（1970年8月23日—），香港前資深新聞從業員，曾在無線電視、香港電台任職，亦有著書及為電台節目撰稿。她也是三十會核心會員，曾兩度擔任勞工及福利局政治助理，莫於2013年8月辭任香港政府工作後任語言治療師，現與家人移民英國開展新生活。

## 簡歷
莫宜端在德雅小學和協恩中學畢業。曾是英國/香港獎學金及志奮領獎學金學人，於倫敦政治經濟學院國際關係學士畢業，並在倫敦大學亞非學院取得碩士學位。
莫宜端在90年代從香港中文大學畢業，曾任職香港電台，1995年加入無線電視新聞部，一開始被安排翻譯外電，一年後轉任記者，主要負責政治新聞，並曾任電視台駐北京記者。
她在2004年春季離開電視台記者的崗位，轉到香港行政會議成員開設之香港政策研究所擔任研究經理，主要負責政策研究，其後更出任智經研究中心的研究總監。2008年5月22日，莫宜端獲香港政府任命為勞工及福利局政治助理，於2008年11月3日正式上任，直至2012年6月30日。2012年10月31日莫宜瑞再獲續任同一職位，於11月13日正式上任。
由於莫宜端擔任政治助理後，無法兼顧家庭與工作，因此以照顧家庭為理由提出請辭，於2013年8月24日正式卸任政治助理一職。莫宜端宣佈離任後，再無接受任何全職工作。
她曾出任可持續發展公民議會委員，以及香港電台時事評論節目《自由風自由Phone》客席主持。作為三十會成員，她的作品散見於《明報》、《蘋果日報》與《南華早報》，亦偶爾以三十會成員名義在《信報》的專欄撰文，但擔任政治助理之後已不再寫作。

## 家庭
已婚，有一子一女。而莫宜端因為兩名孩子在國家安全教育日的經歷令她下定決心離開香港，現定居於英國。

## 作品列表
- 《三十以後》
- . 2006年1月12日. ISBN 9789889958817.
- 《Lady Mama（ViuTV）》（第九集－嘉賓）